# Блокування російських інтернет-сервісів в Україні
Блокування російських інтернет-сервісів в Україні (також відоме як блокування російських соцмереж) — обмеження інтернет-провайдерами доступу до низки російських інтернет-сайтів.
Юридичним приводом для блокування стало введення додаткових санкцій України щодо Росії указом Президента України Петра Порошенка № 133/2017 від 15 травня 2017 року про введення в дію рішення РНБО України від 28 квітня 2017 року «Про застосування персональних спеціальних економічних та інших обмежувальних заходів (санкцій)».
Особливістю нових санкцій стала вимога блокування інтернет-провайдерами доступу до вебресурсів інтернет-компаній ВКонтакті, Однокласники, «Mail.ru», «Яндекс», «Лабораторія Касперського», «Dr.Web», офіційного дистриб'ютора «1С» на території України тощо строком на 3 роки.
Всього до оновленого та розширеного санкційного списку 2017 року увійшло понад 450 компаній і понад 1200 осіб.
У травні 2020 року Президент України Володимир Зеленський продовжив введене раніше блокування російських ресурсів.

## Передумови

### Огляд

Популярність порталів соціальних мереж у світі станом на 2015 рік

Окремі дослідження вказують, що вдалими маніпуляціями можливо впливати на суспільну думку, а також викрадати приватну інформацію важливих осіб. Російські силові відомства заздалегідь готувались до можливих конфліктів у соціальних мережах: так, наприклад, російський пропагандистський ресурс RT ще 2012 року повідомляв про виділення Службою зовнішньої розвідки РФ близько $1 млн на створення трьох систем для спостереження за соціальними мережами та впливу на них. Система «Диспут» мала відстежувати поширення інформації в блогосфері, зокрема, виявляти популярні записи та авторів. Система «Монітор-3» покликана допомагати збирати дані для OSINT-розвідки. Система «Шторм-12» має сприяти поширенню інформації та впливати на суспільну думку.
Залучення платних тролів, мереж ботів, створення сайтів з викривленими «новинами» стало невід'ємною частиною російської пропаганди, оскільки, як свідчать експерименти, вплив пропаганди на людину тим ефективніший, чим більше джерел надходження інформації, чим більшою підтримкою вона користується серед решти членів спільноти, тощо.

### Антитерористичний закон та коментар СБУ
1 серпня 2014 року у Росії почав діяти так званий антитерористичний пакет поправок у законодавство. Він передбачає доступ російських спецслужб до даних користувачів російських інтернет-ресурсів без рішення суду. Окрім того, він зобов'язує міжнародні інтернет-ресурси зберігати дані про російських користувачів на території Росії. У разі невиконання передбачено блокування доступу до таких ресурсів на території Російської Федерації.
У зв'язку з ухваленням цього закону, 30 липня 2014 року СБУ порадила не користуватися російськими інтернет-ресурсами:
|                                                                          | Це їхнє рішення. Вони скорочують демократичні засади, а ми давно це казали, що, будь ласка, є українські ресурси, міжнародні ресурси, які захищені міжнародним законодавствам, тому ми просто рекомендуємо, ми ж не можемо заборонити. |
| — Віктор Ягун, Заступник голови Служби безпеки України для Радіо Свобода | |

16 жовтня 2014 року СБУ закликала українців не користуватися російськими соцмережами, оскільки ті помічені, зокрема, в підбурюванні до протестів проти української влади..

### Санкції України щодо Росії
У вересні 2015 Україна терміном на 1 рік ввела додаткові санкції проти Росії, якими передбачається заборона для офіційних відомств на користування продуктами російських компаній, так чи інакше причетних до анексії Криму і війни в Донбасі. Окрім продуктів Dr.Web, під заборону потрапив антивірус Касперського.

### Закон Ярової
На початку липня 2016 року в Російській Федерації ухвалений так званий «пакет Ярової», одним з численних нововведень якого є зобов'язання Інтернет-провайдерів та операторів зв'язку зберігати не лише факти з'єднання, а й зміст аудіо- та відео- переговорів та листування.

### Кібербезпека
Згідно думки аналітиків[яких?], прямий доступ російських спецслужб до баз даних російських соціальних сервісів дозволяє їм із надзвичайною легкістю отримувати і системно аналізувати якнайширший спектр інформації, яку звичайні громадяни і військовослужбовці завантажують до соцмереж.
За словами Валентина Петрова, керівника служби з питань інформаційної безпеки Апарату РНБО України, коли проводилось розслідування атаки на фінансовий сектор України, які відбулися у грудні 2016 року, то виявилося, що на значній більшості вражених машин було встановлено російське програмне забезпечення. Відповідно, було висловлене припущення, що російське програмне забезпечення, перш за все, надає потенційну можливість несанкціонованого доступу до інформації.
За словами представників СБУ пакет програм 1С також становить небезпеку. «1С» присутня на українському ринку вже тривалий час та завоювала статус монополіста. Однак, вся інформація, яку отримує «1С», та оновлення програми йде через російські сервери. Функціонує зворотній зв'язок, тож збираються дані, типу як big data, яка може бути використана в інтересах підриву економіки, збору даних, підриву окремих галузей окремих секторів економіки нашої держави.
В травні 2017 року на слуханнях в Конгресі США було підняте питання використання продуктів російської компанії «Лабораторія Касперського». Керівники американських розвідувальних служб (в тому числі ЦРУ, АНБ, військової розвідки) висловили певне занепокоєння стосовно продуктів компанії та заявили, що не радять ними користуватись.

### Економічні підстави
Після приходу до України російські інтернет-сервіси істотно демпінгували ціни на місцевому ринку, зокрема, на надання рекламних послуг, що призвело до занепаду українських компаній-конкурентів у цій сфері.
У грудні 2013 року Федеральна служба безпеки Росії вимагала від соцмережі «Вконтакті» особисті дані організаторів груп Євромайдану. Оскільки юрисдикція Росії не поширюється на українських користувачів «ВКонтакті», російським силовикам начебто було відмовлено у цій вимозі. За це, за словами Павла Дурова, йому довелося пожертвувати багато чим, у тому числі його часткою «ВКонтакті».
У січні 2014 стало відомо, що Павло Дуров продав свою частку (12 %) у компанії «ВКонтакті» генеральному директору компанії «Мегафон» Івану Тавріну. У березні в Івана Тавріна цю частку викупила Mail.Ru Group, зосередивши таким чином 52 % акцій «ВКонтакті»; 48 % належать фонду United Capital Partners.
Згідно відкритих даних кінцевим бенефіціаром групи компаній Mail.ru є російський бізнесмен Алішер Усманов, якого вважають близьким до Володимира Путіна і його неформальним «гаманцем».
В той же час, на думку волонтерів групи Інформнапалм група компаній Яндекс повністю підконтрольна Кремлю, здійснює дуже витратну і економічно невиправдану експансію в Україні, та становить надзвичайно високу загрозу національній безпеці країни. Так, наприклад, 2009 року Яндекс продав за 1 євро державному «Сбербанку Росії» одну «золоту акцію», яка дає широкі повноваження щодо контролю за пакетами акцій підприємства. При цьому, частка «Сбербанка России» в системі «Яндекс.Гроші» сягає 75 %.
В той же час, за словами Валентина Петрова, керівника служби з питань інформаційної безпеки Апарату РНБО України, державний бюджет України витрачає щорічно до 1 млрд грн на закупівлю російського програмного забезпечення. Оновлений санкційний список має сприяти припиненню такої практики.

### Інформаційна війна
Згідно аналізу ІнформНапалм, кремлівське керівництво використовує пошуковий сервіс Яндексу як інструмент ведення інформаційної війни. Зокрема, видача новин у ньому зазнає жорсткої цензури.
Тарас Березовець зазначив, що російські ресурси служать для пропаганди і контрпропаганди, вербування агентури і відпрацювання планів її мобілізації.
За даними ресурсу PetriMazepa, Вконтакті та Однокласники системно застосовують для маніпуляцій протестними настроями українських громадян.
Згідно даних, оприлюднених в 2013 році російським виданням «Новая Газета», вище керівництво та власники соціальної мережі Вконтакте брали активну участь з дезорганізації, розколу, та придушення російських протестів 2011 року. Завдяки створеним ними групам вдалось розколоти опозицію на два табори, а вдалими маніпуляціями — зіштовхнути між собою. Проте, власники компанії висловлювали побоювання, що понад міру активна співпраця з Кремлем може бути помічена користувачами та призведе до масового переходу аудиторії сервісу на непідконтрольні портали конкурентів, в першу чергу — Фейсбук. Слід зазначити, що саме керівництво Вконтакте рішуче відкинуло висунуті звинувачення.
25 травня 2017 року голова СБУ Василь Грицак повідомив, що фахівці спецслужби нарахували в російських порталах соцмереж близько 800 груп антиукраїнської спрямованості, при чому адміністратори соцмереж «Одноклассники» та «Вконтакте» не реагували на відповідні звернення. На його думку, російські портали соціальних мереж є тим механізмом, який використовує російська ідеологічна машина для формування в свідомості громадян того, що їй потрібно.
Невдовзі після ухвалення рішення про блокування російських інтернет-сервісів ініціативна група подала петицію № 22/036543-еп з вимогою відновити доступ. Петиція набрала необхідну кількість голосів та була передана Президенту на розгляд. Петиція була відхилена, і Президент пояснив своє рішення таким чином.
Російський холдинг Mail.ru Group, до складу якого ВКонтакте, Мейл. РУ, Одноклассники, а також група компаній Яндекс та деякі інші інтернет-компанії широко використовуються російськими спецслужбами для просування російської пропаганди і проведення спеціальних інформаційних операцій проти України та її громадян.
Зокрема, вказані компанії сприяють спецслужбам Росії у збиранні, зберіганні, використанні та поширенні інформації з обмеженим доступом — персональних даних та особистого листування громадян України. Навіть угоди про користування вказаними сервісами містять положення про згоду користувачів на автоматичну передачу до компанії (фактично — до країни- агресора та її спецслужб) будь-якої інформації про них, її узагальнення, обробку та передачу третім особам.
Таким чином, українські користувачі російських мереж потрапляють під контроль спецслужб РФ, які спочатку створюють необхідні умови для вербування, а потім використовують українських громадян у власних протиправних цілях.
Значна кількість зареєстрованих у соціальних мережах осіб залучається російськими спецслужбами для вербування українців до агентурної мережі та організації каналів збору інформації про пересування техніки й особового складу Збройних Сил України, що беруть участь у проведенні антитерористичної операції на сході України.
Контентне наповнення цих ресурсів мережі інтернет також спрямоване на намагання маніпулювати суспільною свідомістю через поширення недостовірної, неповної та упередженої інформації, сприяння присутньому в Україні протестному антиукраїнському потенціалу, втягненню його в антинародні акції та масові заворушення, спрямовані на насильницьку зміну конституційного ладу й повалення державної влади, перешкоджання Україні на шляху до європейської спільноти, а тому загрожує інформаційній безпеці держави.
Також президент посилається на історію з громадянином РФ Сергієм Жуком, який протягом 2014—2015 років був учасником незаконного збройного формування ДНР (позивний Москва, на даний час перебуває на території РФ) і тривалий час, користуючись довірою наших співвітчизників, провокував та підбурював їх до участі у масових заворушеннях у м. Києві.
Він, використовуючи легендовані профілі Степана Мазури (вигадана особа), зареєстровані в соціальних мережах Інтернет, в тому числі ВКонтакте, поширював інформацію, яка містила заклики до насильницької зміни конституційного ладу, повалення державної влади, організації масових заворушень тощо. Доступ до вказаних профілів здійснюється з використанням IP-адреси, що належить до діапазону IP-адрес Інтернет провайдера PJSC Rostelecom, РФ (м. Москва).
Також були наведені інші приклади використання російських інтернет-порталів для проведення активних заходів, недобросовісної конкуренції, тощо, в тому числі — хакерські атаки на Україну 27 червня 2017 року.

## Перебіг подій
Всього до санкційного списку за указом № 133/2017 включено 1228 фізичних осіб (Додаток 1) та 468 юридичних (Додаток 2). Під санкції потрапили численні російські фінансові установи, автомобілебудівельні, військово-оборонні та енергетичні підприємства, їхніх керівників, російських терористів та їхніх поплічників, підприємства у захопленій АР Крим, тощо.
До російських інтернет-ресурсів застосовано (в тому числі) такі санкції терміном три роки:
- блокування активів — тимчасове обмеження права особи користуватися та розпоряджатися належним їй майном;
- обмеження торговельних операцій;
- запобігання виведенню капіталів за межі України
- зупинення виконання економічних та фінансових зобов'язань;
- обмеження або припинення надання телекомунікаційних послуг і використання телекомунікаційних мереж загального користу вання;
- заборона здійснення державних закупівель товарів, робіт і послуг у юридичних осіб — резидентів іноземної держави державної форми власності та юридичних осіб, частка статутного капіталу яких знаходиться у власності іноземної держави, а також державних закупівель у інших суб'єктів господарювання, що здійснюють продаж товарів, робіт, послуг походженням з іноземної держави, до якої застосовано санкції згідно з цим Законом;
- припинення видачі дозволів, ліцензій на ввезення в Україну з іноземної держави чи ви везення з України валютних цінностей та обмеження видачі готівки за платіжними картками, емітованими резидентами іноземної держави;
- заборона передання технологій, прав на об'єкти права інтелектуальної власності;
- заборона Інтернет-провайдерам надання послуг з доступу користувачам мережі Інтернет до вкзаного переліку інтернет-ресурсів.

Постачальники інтернет-послуг включені до списку під номерами:
| Номер в списку | Юридична особа |
| -------------- | --- |
| 271.           | Акціонерне товариство «Лабораторія Касперського» (акционерное общество «Лаборатория Касперского») адреса: 125212, Російська Федерація, м. Москва, Ленінградське шосе, 39а, стр. 3, Бізнес-Центр «Олімпія парк» |
| 272.           | Товариство з обмеженою відповідальністю «Лабораторія Касперського Україна» м. Київ, вул. Шолуденка, 3, оф.312, ЄДРПОУ 37027604                                                                                 |
| 273.           | Товариство з обмеженою відповідальністю «Доктор Веб» (Общество с ограниченой ответственностью «Доктор Веб») адреса: 125124, Російська Федерація, м. Москва, вул. Ямського поля, 2, корпус 12а                  |
| 274.           | Товариство з обмеженою відповідальністю "Центр технічної підтримки «Доктор Веб» (ЄДРПОУ 33602079, зареєстроване за адресою: м. Київ, вул. Пирогова, 4/26, мансарда, літера А).                                 |
| 275.           | Товариство з обмеженою відповідальністю «Яндекс» (Общество с ограниченой ответственностью «Яндекс»), адреса: 111033, м. Москва, вул. Льва Толстого, 16 та вул. Самокатная, д.1 стр.21.                         |
| 276.           | Товариство з обмеженою відповідальністю «Яндекс. Україна», адреса: 04070, м. Київ, вул. П.Сагайдачного /Ігорівська, 10/5, ЄДРПОУ 33942824                                                                      |
| 422.           | ТОВ «Мэйл. РУ ГРУП» (ООО «Мэйл. РУ ГРУП»), м. Москва, пр-кт Ленінградський, б .39, стр.79, ИНН 7714789489, ОГРН 1097746572813                                                                                  |
| 423.           | ТОВ «Вконтакте» (ООО «Вконтакте»), м. Санкт-Петербург, в ул. Херсонська, 12-14, літер А, пом. 1-Н, ИНН: 7842349892, ОГРН: 1079847035179                                                                        |
| 424.           | ТОВ «В Контакті» м. Київ, вул. Червоноармійська, 5, оф. 32, код ЄДРПОУ 38004331 |
| 425.           | ТОВ «Мейл. РУ Україна» м. Київ, вул. Велика Житомирська, буд. 20, код ЄДРПОУ 36001370 |

Також до санкційного списку включено російські компанії-розробників програмного забезпечення та їхні дочірні компанії в Україні, зокрема: Софтлайн Груп, Парус, ABBYY, Гісінфо, розробника системи 1C.

### Початок блокування
«Велика трійка» операторів мобільного зв'язку (Київстар, Vodafone, Lifecell) розпочали роботи з блокування наступного дня після оприлюднення Указу.
Інтернет асоціації України, у яку входять велика кількість інтернет-провайдерів України висловила такі зауваження щодо блокування: повне блокування потребує спецобладнання, встановлення якого триватиме рік та призведе до зростання тарифів та зменшення швидкості; українська влада отримає потужний інструмент політичної цензури.
Голова асоціації «Телекомунікаційна палата України» Тетяна Попова зазначила, що ті обмеження, які нині технічно можливі, буде легко обійти.
Також Служба безпеки України звернулась до Інтернет асоціації України з проханням припинити реєстрацію доменних імен з використанням поштових скриньок на сервісах Яндекс та Mail.ru. За даними департаменту контррозвідувального захисту інтересів держави в галузі інформаційної безпеки СБУ, були виявлені порушення серед даних власників доменних імен в зонах «.ua», «.укр» та навіть «.gov.ua».

### Обшуки в офісах компанії Яндекс
29 травня 2017 року відбулися обшуки в офісах компанії Яндекс. Служба безпеки України встановила, що менеджмент компанії незаконно збирав, накопичував та передавав до Росії персональні дані українців. Це були особисті дані, інформація про рід занять, спосіб життя, місця перебування, проживання, роботи, дозвілля, джерела та розміри доходів, номери телефонів, електронних адрес та акаунтів у соціальних мережах. Також задокументовано факти, коли серед громадян, про яких до РФ передавалася інформація, є співробітники правоохоронних та спеціальних органів, військовослужбовці ЗСУ, інших підрозділів, які беруть участь у війні на сході України, працівники органів державної влади та управління. За інформацією СБУ, інформацію передавали спеціальним службам РФ для планування, організації та проведення розвідувальних, диверсійних, інформаційно-підривних операцій в нашій країні на шкоду суверенітетові України, територіальній цілісності та недоторканості.

## Реакція
Рішення про блокування російських інтернет-ресурсів отримало суперечливу реакцію як світової спільноти, так і всередині України.
- Представник МЗС РФ Марія Захарова 16 травня 2017 року назвала блокування «виявом цензури за політичними мотивами»[41].
- Голова української делегації в ПАРЄ Володимир Ар'єв зробив заяву, що «розмови про цензуру є недолугими в умовах вільного і необмеженого існування Фейсбука, Твіттера тощо, на сервери яких російські органи доступу не мають»[42].
- Представники НАТО повідомили, що погоджуються з позицією України, що рішення блокувати російські інтернет-ресурси є питанням безпеки, а не свободи слова[3]. Так, генеральний секретар НАТО Єнс Столтенберг заявив, що довіряє українській владі: «український уряд повідомив, що це питання лежить в площині [національної] безпеки, а не свободи слова». Також він уточнив, що в НАТО не пов'язують блокування російських інтернет-сервісів з обмеженням свободи слова[43].
- Попри поширену американською журналісткою служби «Голос Америки» Мирославою Гонгадзе інформацію про критику з боку Держдепу блокування російських інтернет-сервісів в Україні, ця критика не виходила офіційно, а була висловлена в «фоновому режимі» без оприлюднення джерела[44].
- Репортери без кордонів засудили заборону українських органів влади на російські соціальні мережі, назвавши її диспропорційною мірою, яка серйозно підриває право українського народу на інформацію та свободу вираження поглядів[45].

### Зауваження щодо юридичної площини Указу
Окремі юристи та політики[які?] заявляють про те, що Указ не підкріплений законами та суперечить Конституції України[джерело?]. Фактично, блокування провайдерами відбувається на добровільній основі[джерело?].
Так, Голова комітету ВРУ з питань свободи слова та інформаційної політики Вікторія Сюмар вказала на те, що рішення РНБО знаходиться за правовим полем.
Проте 14 червня 2017 року Вищий адміністративний суд України відмовив у задоволенні позову громадянина України, студента Національного університету «Києво-Могилянська академія» Микити Євстіфеєва до президента України Петра Порошенка про визнання неправомірним указу про заборону в Україні російських соціальних мереж і низки інших інтернет-ресурсів.
Колегія суддів ВАСУ відмовила у визнанні протиправними та нечинними низки пунктів указу президента від 15 травня про введення в дію рішення РНБО від 28 квітня 2017 р. «Про застосування персональних спеціальних економічних та інших обмежувальних заходів (санкцій)» 31 травня. Це рішення може бути оскаржене у Верховному суді України.

## Наслідки
Результати дослідження компанії gemiusAudience показали, що частка користувачів на заблокованих соціальних мережах знизилася: Вконтакте втратив 3,7 мільйона користувачів, що заходили на сайт через персональні комп'ютери або ноутбуки, а Однокласники — 2,6 мільйона. До введення санкцій ВКонтакте охоплював 50,5 % відвідувачів Уанету, за тиждень охоплення аудиторії скоротилось до 30,8 %. Охоплення аудиторії на Одноклассниках впало з 22,3 % до 8,5 %.
У той же час введення санкцій позитивно позначилось на кількості відвідувань Facebook. Тижнева аудиторія мережі до заборони російських ресурсів становила 5,3 мільйона користувачів
(охоплення 28,5 %), а після блокування виросла на 2,2 мільйона. З 22 по 28 травня соціальну мережу відвідали 7,5 мільйона аудиторії Уанету, 40 % всіх інтернет-користувачів за тиждень. За
цим показником Facebook вперше обійшов ВКонтакте. Станом на 7 червня 2017 року за даними внутрішньої статистики для рекламодавців цим порталом користувалось вже 8,6 млн українців. За перший тиждень червня до Facebook приєднались ще 300 тисяч користувачів з України.
Разом з користувачами з соцмережі пішли й рекламодавці. Особливо це видно у відеорекламі, що розміщувалась у ВКонтакте. Там спад охоплення аудиторії відеорекламою склав 92 % (2,17 млн
користувачів). В Одноклассниках з 22 по 28 травня відеореклама охопила 400 тисяч користувачів, що на 77 % менше, ніж протягом тижня до заборони ресурсів.
Аудиторія Yandex.ua скоротилась на 1,9 мільйона користувачів: перед забороною ресурсу сайт охоплював 38,1 % всіх користувачів Уанету за тиждень, після заборони — 28,0 %. Mail.ru втратив більше користувачів — 2,5 мільйона: з 8 по 14 травня портал відвідали 31,7 % тижневої аудиторії української мережі, а з 22 по 28 травня — 18,6 %.
За даними SimilarWeb станом на середину червня 2017 року аудиторія російської соцмережі ВКонтакте в Україні скоротилась на 61 %, якщо порівнювати дані за квітень 2017 року і за перші 16 днів червня. Відвідуваність зупинилося на рівні 3,8 млн візитів у день. Відвідуваність соцмережі «Однокласники» впала на 64 % — з 4,6 млн до 1,6 млн візитів на день. Падіння відвідуваності інтернет-порталу yandex.ua дорівнює близько 65 % — з 5,9 млн до 2 млн візитів на день. Mail.ru втратив 55 % української аудиторії. Кількість щоденних візитів зменшилась з 4,9 млн до 2,2 млн.
Натомість, станом на 25 червня 2017 року, українська аудиторія Facebook зросла з 7,4 млн користувачів у травні 2017 до 10 млн користувачів.
1 червня 2017 року в ЗМІ стало відомо про рішення компанії Яндекс закрити офіси в Україні та запропонувати своїм співробітникам переїхати в інші країни для продовження роботи на компанію. Аналогічне рішення — закрити офіси в Україні — ухвалило й керівництво Mail.ru.
Одразу після підписання указу стався сплеск інтересу серед інтернет-користувачів з України до технології VPN. Але вже за три тижні інтерес став згасати, а кількість пошукових запитів зменшилась в 7 разів. Також було помічено зменшення інтенсивності використання VPN для доступу до російських вебсайтів.
У червні 2017 року в ТОП-5 сайтів, якими користуються українці, вперше за історію дослідження були відсутні російські.
За даними Kantar TNS CMeter у вересні 2017 року в Топ-10 найпопулярніших сайтів не було жодного російського, хоча майже третина українців продовжувала щонайменше раз на місяць відвідувати ВКонтактє.

### Імовірна загроза кібербезпеці
Експерти Інтернет асоціації України вказують на те, що блокування сприяє розповсюдженню VPN, що, у свою чергу, може становити загрозу кібербезпеці України. Це пояснюється тим, що власники та адміністратори VPN-сервісів отримують доступ до приватних та корпоративних мереж користувачів.
Крім того, оператори VPN послуги отримують повний доступ до мережевого трафіку клієнта, який проходить крізь їхній шлюз.

### Продовження
Санкції проти російських інтернет-ресурсів були запроваджені терміном на 3 роки та добігали кінця навесні 2020 року. В квітні 2020 року Служба безпеки України запропонувала подовжити дію санкцій.
Кіберфахівці Служби проаналізували, що за період дії санкцій українських користувачів у цих соцмережах поменшало у 3 рази: «Це значно звузило цільову аудиторію, на яку спрямовані інформаційні операції російських спецслужб», — повідомили у СБУ.
Загалом протягом 2017—2020 років СБУ зафіксувала тисячі випадків розміщення деструктивного контенту на платформах «Одноклассники» і «ВКонтакте». З початку введення санкцій слідчі Служби зареєстрували майже 100 кримінальних проваджень стосовно власників та адміністраторів антиукраїнських спільнот у цих соцмережах.

## Обхід санкцій
Майже одразу після початку блокування російських ресурсів у мережі стала з'являтись реклама «вільних» браузерів для його обходу. Проте, як зазначають фахівці з комп'ютерної безпеки, встановлення таких програм може відкрити російській ФСБ доступ не лише до вашого листування та профілю у соціальних мережах, а й до всього комп'ютера.
Так, майже одразу після блокування в укрнеті з'явилась реклама «вільного» браузера «FreeU». Попри оформлення кольорами українського прапору, за ним насправді стоять компанії, пов'язані з Mail.ru, а сам браузер діє більше як небезпечний троян чи руткіт.
За словами керівника Служби з інформаційної безпеки Апарату РНБО Валентина Петрова держава не має жодних намагань обмежити волю чи свободу осіб користуватись будь-якими програмами чи сервісами. Натомість: «Ми виходимо лише з того, що деякі сервіси Російської Федерації становлять пряму загрозу національній безпеці України. Саме через це ми обмежуємо їх функціонування — доступ до телекомунікаційних мереж загального призначення».
Також він зазначив, що держава не буде застосовувати жодних санкцій до громадян, які всупереч попередженням про небезпеку та встановлені обмеження обходитимуть блокування та користуватимуться російськими сайтами. Натомість, він зазначив, що вже відчутним результатом для національної безпеки буде навіть скорочення української аудиторії російських сервісів бодай удвічі.
|                                                                                        | Ми не торкаємося контенту, і навіть якщо якийсь користувач – зараз з'явилося багато рецептів, як обійти: різні VPN, TOR – будь ласка, користуйтеся, користувачів ніяк за це не каратимуть |
| — Валентин Петров, керівник служби з питань інформаційної безпеки апарату РНБО України | |

В першій половині червня волонтери спільноти Informnapalm на основі дослідження відкритих даних дійшли висновку, що Mail.ru Group намагається обійти санкції через підставну компанію, зареєстровану на Кіпрі та використання нової, незаблокованої доменної адреси.
Крім того, відомо, що компанії Вконтакті, Яндекс та Mail.ru Group стали вбудовувати засоби обходу блокування до штатних мобільних застосунків. Тривали спроби компанії Яндекс втриматись всіма можливими засобами на українському ринку, в тому числі, нещодавно запропонованої послуги Яндекс. Таксі.